# Kajmaner
Kajmaner (Caiman) är ett släkte inom familjen alligatorer och kajmaner. Kajmaner består av tre arter. Kajmanerna skiljer sig från alligatorerna genom avsaknad av ben mellan näsborrarna och genom dess pansar på magen som består av överlappande beniga fjäll som i sin tur består av två delar som är förenade av en sutur.
Kajmaner kan även syfta på underfamiljen Caimaninae. Denna inkluderar då även släktena Paleosuchus (pansarkajmaner) och Melanosuchus.

## Biologi

### Miljö
Kajmanernas naturliga miljö är sötvatten. De påträffas endast mycket sällan i brackvatten och aldrig i saltvatten.
Kajmaner förekommer i de tropiska och subtropiska delarna av både Central- och Sydamerika. Deras naturliga biotoper är träsk, floder och sjöar.

### Utseende
Individerna blir ungefär 2 till 3 meter långa, någon gång cirka 5 meter. Kroppsfärgen hos vuxna djur är mörk- eller olivgrönt, medan unga djur är ljusare och har då mörka tvärband.

## Arter
- Caiman
  - Brednoskajman, C latirostris[1]
  - Glasögonkajman, C. crocodilus crocodilus
  - Pantanalkajman, C. yacare

Enligt vissa ska även följande två släkten räknas som kajmaner:
- Melanosuchus
  - Svart kajman eller morkajman[2] (M. niger)
- Paleosuchus (pansarkajmaner)
  - Pansarkajman[3] (Paleosuchus palpebrosus)
  - Paleosuchus trigonatus

Om de två sistnämnda släktena räknas in, klassificeras gruppen som underfamiljen Caimaninae (kajmaner). I denna underfamilj är de två pansarkajmanerna minst och svart kajman störst (runt 4 meter lång). Glasögonkajmanen är den vanligaste kajmanen, både i släktet och i underfamiljen (liksom i hela familjen alligatorer och kajmaner).
De två arterna pansarkajmaner är närbesläktade och möjligen underarter inom samma art.

## Etymologi
Ordet kajman är sannolikt taget från det karibiska acayuman, alternativt taínospråkets kaiman (med betydelsen 'krokodil'). En annan teori är att ordet är hämtat från ett afrikanskt språk; det skulle då ha införts till Sydamerika via afrikanska slavar.